# Joaquín del Pino
Joaquín del Pino Sánchez de Rozas Romero y Negrete, conocido como Joaquín del Pino y Rozas o Joaquín del Pino y Sánchez (Baena de Córdoba, España, 20 de enero de 1729 - Buenos Aires, 11 de abril de 1804), fue un ingeniero militar y político español, que ocupó varios cargos importantes en la administración colonial de Hispanoamérica hasta llegar a ser virrey del Río de la Plata entre los años 1801 y 1804.

## Biografía
Nació en el seno de una familia noble en Baena (Córdoba). A los 18 años ingresó como cadete en el Regimiento fijo de Orán. Ya egresado como oficial, estudió matemáticas y en febrero de 1752 se trasladó al cuerpo de Ingenieros. Ese mismo año colaboró con el trazado de mapas del Ampurdán para la realización de fortificaciones y carreteras. En 1759 le fue encargada la supervisión de las fortificaciones del castillo de Montjuic en Barcelona .
Aún trabajaba en ellas cuando en 1760 fue ascendido al grado de capitán; en 1762, ante la suspensión de las obras, fue destinado a la reparación de las baterías de la costa de Castilla en la guerra con Portugal. Al año siguiente contrajo matrimonio con María Ignacia Rameri, natural de San Sebastián. En 1769 volvió a ser destinado a trabajos cartográficos, colaborando con los franceses en el levantamiento de los mapas militares de Aldudes, entre Navarra y Francia. Ascendido a teniente coronel al año siguiente fue enviado a Montevideo a solicitud del gobernador Juan José de Vértiz y Salcedo en 1771 para reparar los baluartes de la ciudadela. Permanecería en América hasta su muerte.
Fue gobernador de Montevideo (1773-1790), presidente de la Audiencia de Chile (1790-1795) y de la Audiencia de Charcas (1795-1799).
Se casó en 1783 con Rafaela de Vera Mujica y López Pintado, de nobilísimo linaje castellano y descendiente del conquistador y fundador de la ciudad de Córdoba, Jerónimo de Cabrera, celebrándose en su ciudad natal bailes populares y grandes festejos con motivo del matrimonio.
Tuvieron los siguientes hijos: 
- Francisco Pío del Pino y Vera Mujica (1783-1832), casado con Juan Romera Franchedca.
- Wenceslao del Pino y Vera Mujica (1785-1821), casado con María Fernández Villamil.
- Miguel del Pino y Vera Mujica (1785-?).
- Juana del Pino y Vera Mujica (1786-1841), casada con el estadista argentino Bernardino Rivadavia, que fue el primer Presidente de la Nación Argentina.
- Rafael Saturnino del Pino y Vera Mujica (1789-?).
- María del Carmen Trifena Antonia del Pino y Vera Mujica (1790-1861), casada con Juan Ángel de Michelena Moreno.
- Mariano Joaquín del Pino y Vera Mujica (1792-1824), casado con Julia Quiñones de León.
- Francisca Ventura de los Dolores Rosenda del Pino y Vera Mujica (1795-1870).

Luego se le confió la Gobernación de Chile, desempeñándola entre 1799 y 1801.

## Gobierno
Por título expedido el 14 de julio de 1800 en Madrid fue nombrado virrey del Río de la Plata, asumiendo el 20 de mayo de 1801.

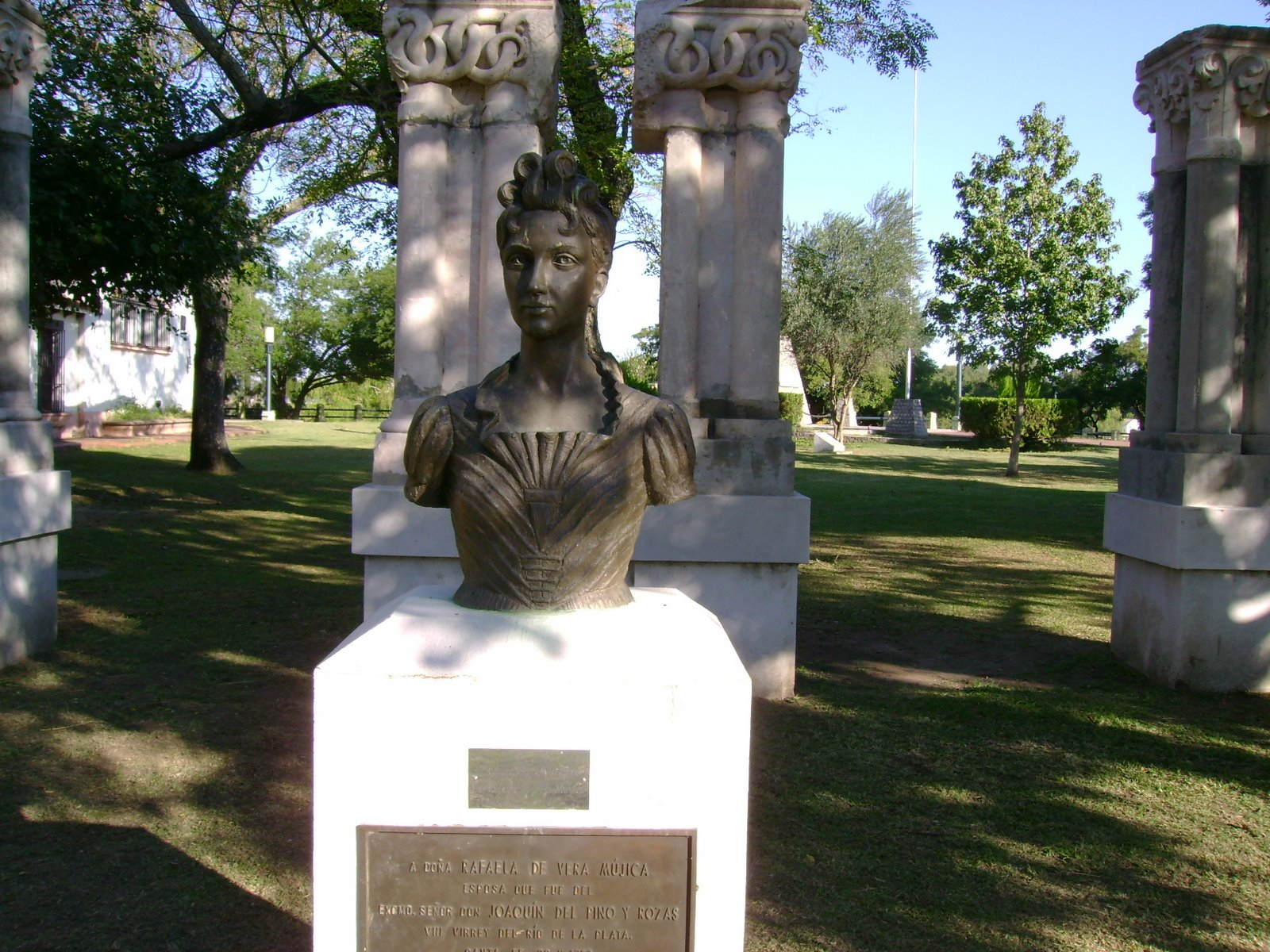
Busto de la Virreina del Río de la Plata Rafaela de Vera Mujica y López Pintado, esposa de Joaquín del Pino Y Rozas, cuyos antepasados Vera Mujica fueron prominentes vecinos de Santa Fe "la vieja", ciudad abandonada en el.

Gobernante ilustrado, administrador eficiente y funcionario fiel a la metrópoli, llevó a cabo numerosas obras públicas. Entre ellas se destaca la ampliación del puerto y la construcción de la Recova de Buenos Aires —encargada a Juan Bautista Segismundo, que más tarde sería autor también de la iglesia del Convento de San Lorenzo. Promovió la construcción de hornos de ladrillo y la creación de astilleros en Corrientes y Asunción, para sustituir a los bajeles extranjeros.
Prohibió desembarcar a los buques extranjeros, acabando temporalmente con el contrabando de cuero crudo, común hasta ese momento, sin reemplazarlo por una actividad exportadora legal. Limitó también la circulación de extranjeros, temiendo la implantación de las ideas republicanas de la Revolución francesa. Durante su gestión se publicó el primer periódico aparecido en Buenos Aires, El Telégrafo Mercantil, 1801, pero poco después fue clausurado por orden del virrey.
Dio en 1801 las primeras tareas de responsabilidad a Santiago de Liniers, nombrándolo gobernador de Misiones. Este pretendió aprovechar la coyuntura para recuperar los Siete Pueblos de las Misiones Orientales invadidas por los portugueses del Brasil desde comienzos del año, tomando la guerra luso-hispana como excusa. Del Pino, sin embargo, no le facilitó los pertrechos necesarios, y la pérdida de las misiones del Guayrá sería ya irremisible. El 6 de julio de 1802 sería relevado de sus funciones por ello, nombrándose en su lugar a Antonio Amar, pero el relevo se suspendió en atención a su edad.
Ya septuagenario, cayó enfermo en abril de 1804 y murió diez días más tarde.
Tal como establecían las ordenanzas reales, su lugar fue ocupado por el militar de mayor antigüedad; este era Rafael de Sobremonte, hasta entonces Subinspector General del Ejército.
Pocos años después, su hija Juana del Pino contraería matrimonio con el futuro presidente argentino Bernardino Rivadavia.
| Predecesor: José Joaquín de Viana                      | Gobernador de Montevideo 1773 – 1790                   | Sucesor: Antonio Olaguer Feliú                        |
| Predecesor: Vicente de Gálvez                          | Presidente de la Real Audiencia de Charcas 1790 - 1797 | Sucesor: Ramón García de León y Pizarro               |
| Predecesor: Gabriel de Avilés y del Fierro 1797 – 1799 | Capitán general de Chile 1799 – 1821                   | Sucesor: José de Santiago Concha Jiménez Lobatón 1801 |
| Predecesor: Gabriel de Avilés y del Fierro             | Virrey del Río de la Plata 1801 – 1804                 | Sucesor: Rafael de Sobremonte                         |